# 帕罗莱
帕罗莱（Parole），是印度查谟-克什米尔邦Kathua县的一个城镇。总人口7074（2001年）。

## 人口
该地2001年总人口7074人，其中男性3709人，女性3365人；0—6岁人口965人，其中男487人，女478人；识字率60.38%，其中男性为67.59%，女性为52.42%。